# Michaelskapelle (Ochsenfurt)

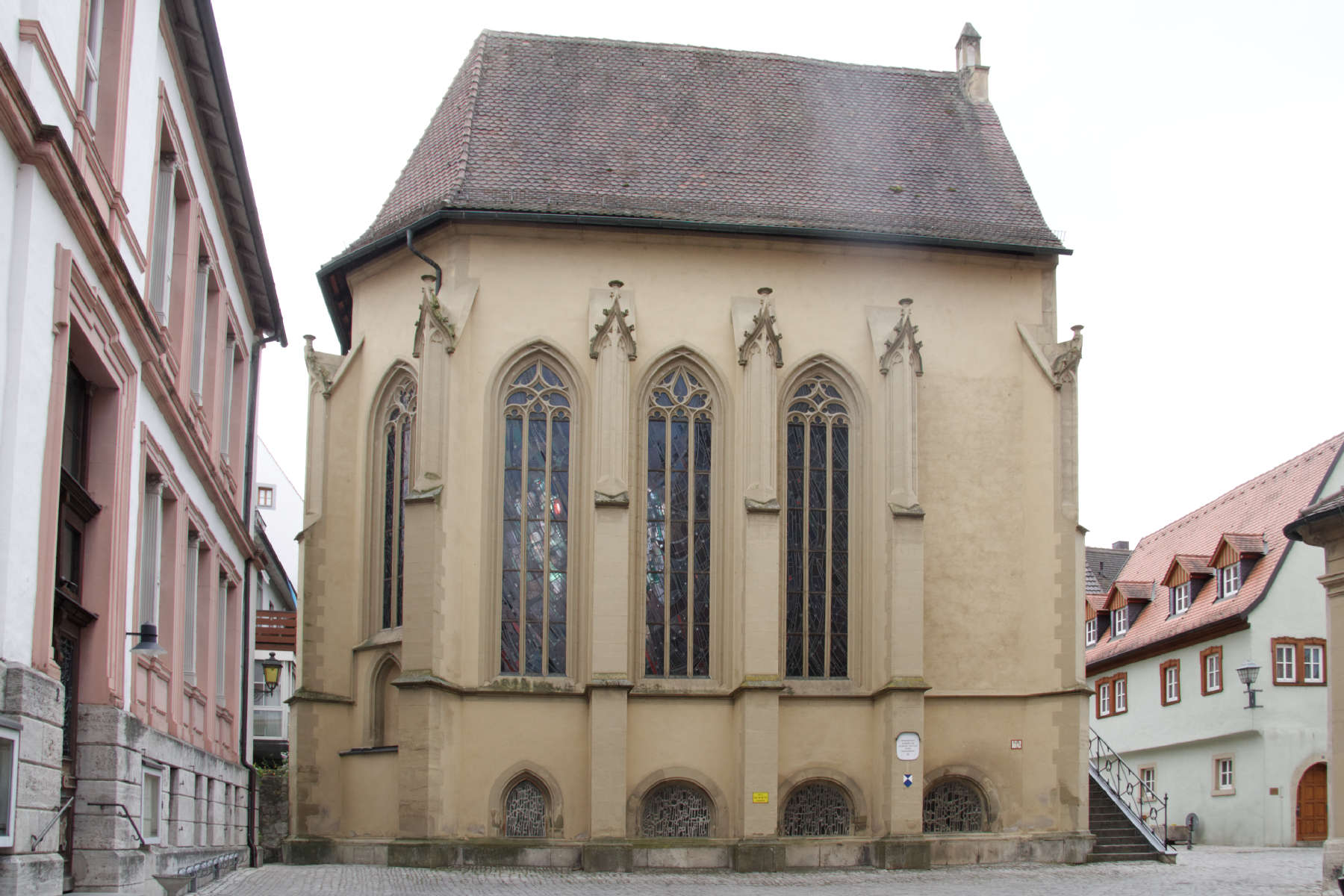
Michaelskapelle (Ochsenfurt)

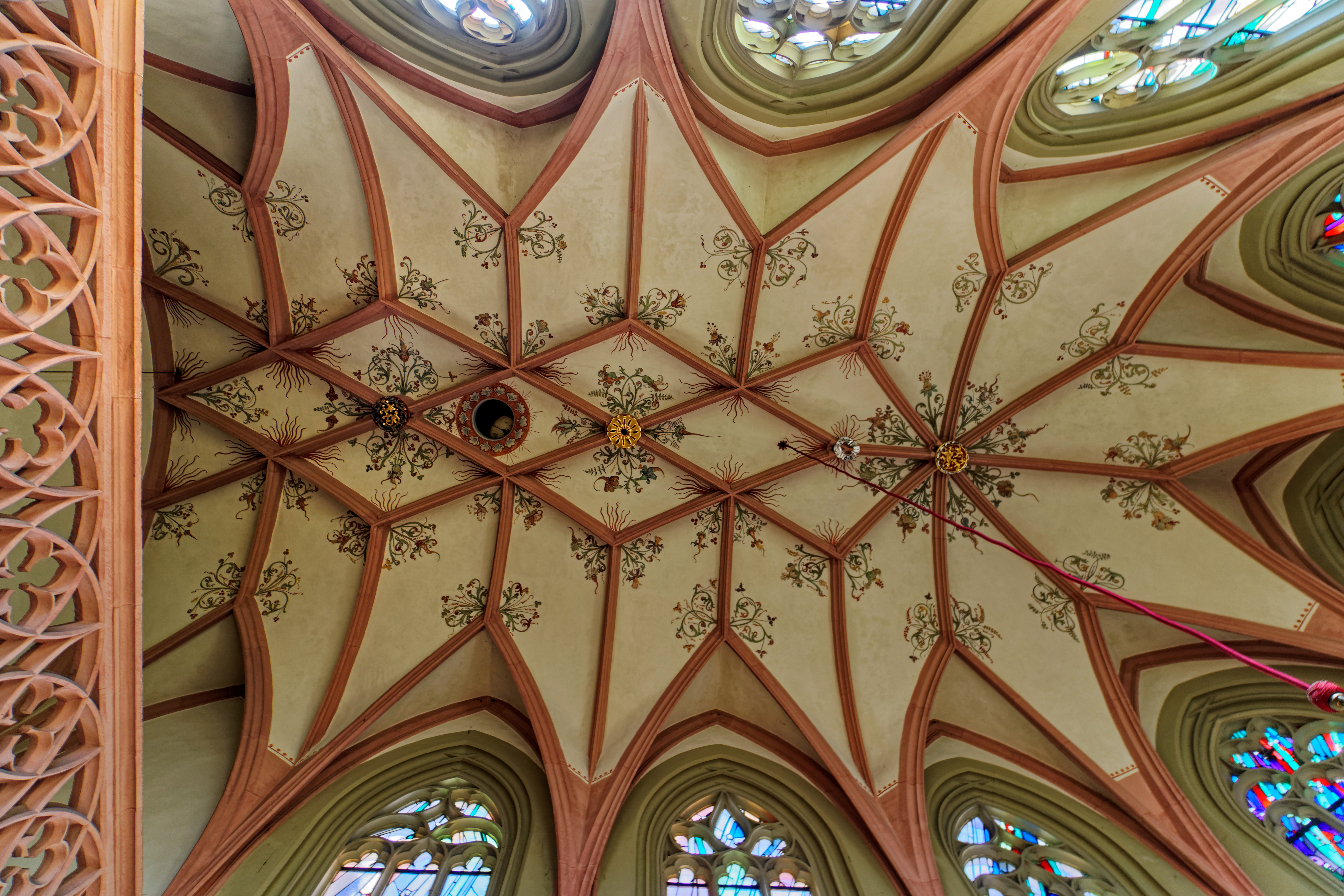
Blick ins Gewölbe

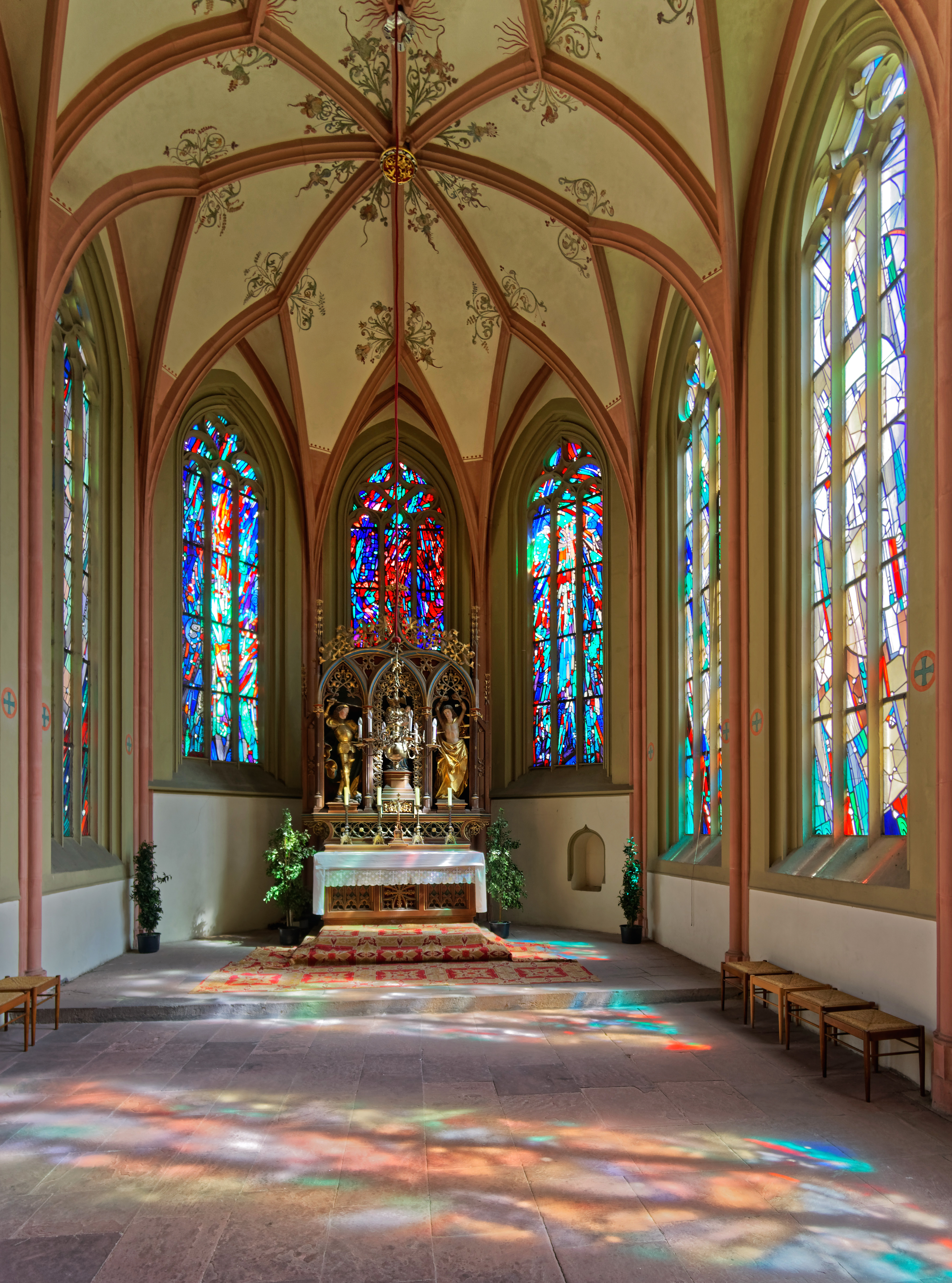
Innenansicht nach Osten

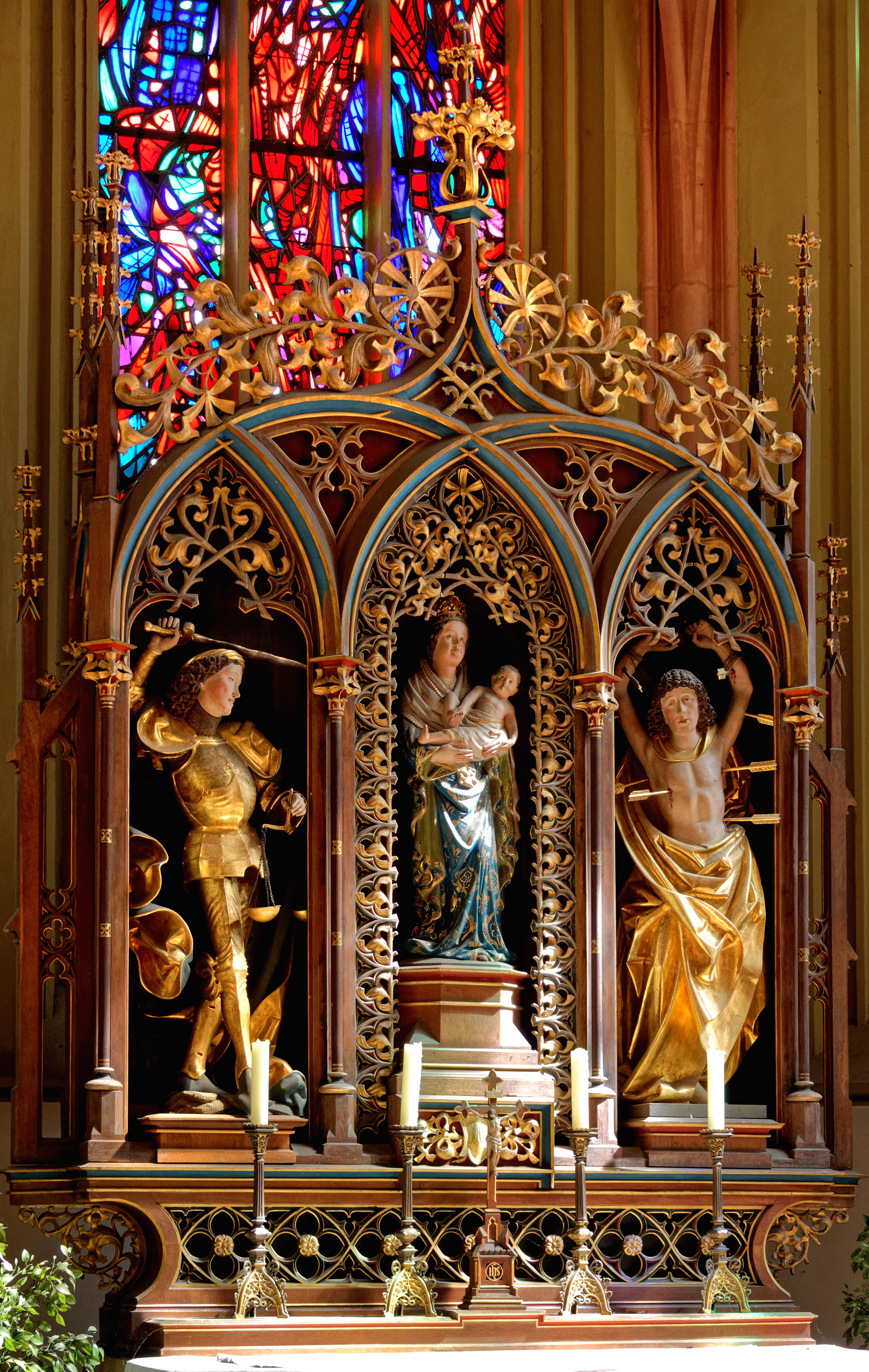
Altar

Die römisch-katholische Michaelskapelle ist eine gotische Saalkirche in Ochsenfurt im unterfränkischen Landkreis Würzburg in Bayern. Sie dient der Pfarrgemeinschaft Ochsenfurt im Dekanat Ochsenfurt des Bistums Würzburg als Friedhofskapelle und ist ein Kabinettstück spätgotischer Baukunst.

## Geschichte und Architektur
Die Michaelskapelle steht unmittelbar neben der Pfarrkirche St. Andreas und wird ebenfalls von deren Gemeinde mit genutzt. Die Kapelle wurde 1440 begonnen, das Gewölbe trägt das Datum 1492. Der Baumeister, Hans Bauer aus Ochsenfurt, war auch als Polier an der Kirche St. Lorenz in Nürnberg tätig. Die Kapelle entspricht einem besonders in Mitteldeutschland für Totenkapellen (Karner) verwendeten Typ und ist mit ungewöhnlichem Aufwand ausgeführt. Die Strebepfeiler sind mit dreikantigem Oberteil und Kielbogenbekrönung ausgestattet. Das Ossarium wird heute als Kriegergedächtniskapelle verwendet und ist durch vergitterte Rundbogenöffnungen erhellt.
Das hohe, helle Hauptgeschoss ist nahezu völlig in hohe, dreibahnige Fenster mit Fischblasenmaßwerk aufgelöst, lediglich das Westjoch ist fensterlos. Sterngewölbe schließen den Raum ab, eine steinerne Empore mit reich verzierter Maßwerkbrüstung und Unterwölbung ist im Westen eingebaut. An der Frontseite führt eine doppelläufige Freitreppe zum reich geschmückten Portal. Im Tympanon ist das Jüngste Gericht in zwei Streifen dargestellt. Die früheren Figuren im Gewände des Portals sind nicht mehr vorhanden.
Das Untergeschoss ist mit einem Tonnengewölbe mit Stichkappen abgeschlossen; am Sterngewölbe des oberen Geschosses sind Schlusssteine mit den Wappen der Stadt Ochsenfurt und des Fürstbischofs Rudolf von Scherenberg zu finden.

## Ausstattung
In dem neugotischen Altargehäuse in spätgotischem Stil aus dem Jahr 1890 steht eine Steinfigur der Madonna aus der Zeit um 1450, flankiert von Holzfiguren der Heiligen Michael und Sebastian aus der Zeit um 1480, die wirkungsvoll dargestellt sind.
Die modernen Glasmalereien wurden von Karl Clobes entworfen und durch die Glaswerkstätten Rothkegel ausgeführt.